# マントノン侯爵夫人フランソワーズ・ドービニェ
マントノン侯爵夫人フランソワーズ・ドービニェ（フランス語: Françoise d'Aubigné, Marquise de Maintenon, 1635年11月27日 - 1719年4月15日）は、フランス王ルイ14世の妻。貴賤結婚であったため王妃ではない。最初の結婚でスカロン夫人（Madame Scarron）と呼ばれ、宮廷に上がってからマントノン夫人（Madame de Maintenon）と呼ばれた。フランソワーズと王の結婚は秘密結婚のままであった。

## 生涯

### 幼年時代
1635年11月27日に生まれたが、出生地は憶測の域を出ない。ニオールにあるショーモン邸は、フランソワーズの出生地を示すプラークを掲げている。フランソワーズの敵や批判的な人々は、彼女がニオールの監獄で生を受けたと主張する。
フランソワーズの父親であるコンスタン・ドービニェはユグノーで、1619年に最初の妻を殺害して逮捕された前科があった。その後、イングランドと共謀してリシュリュー枢機卿に対する陰謀に加担して投獄されていた。母ジャンヌ・ド・カルディヤックは看守の娘であった。フランソワーズの父方の祖父アグリッパ・ドービニェはよく知られたユグノー（プロテスタント）の将軍で、アンリ4世の親しき友であり、当代きっての詩人であった。
母ジャンヌは、自らのカトリック信仰に従って律儀に赤子に洗礼を受けさせた。代父母となったのは、ヌイヤン伯爵夫人とロシュフコー公爵（フランソワ・ド・ラ・ロシュフコーの父）であった。

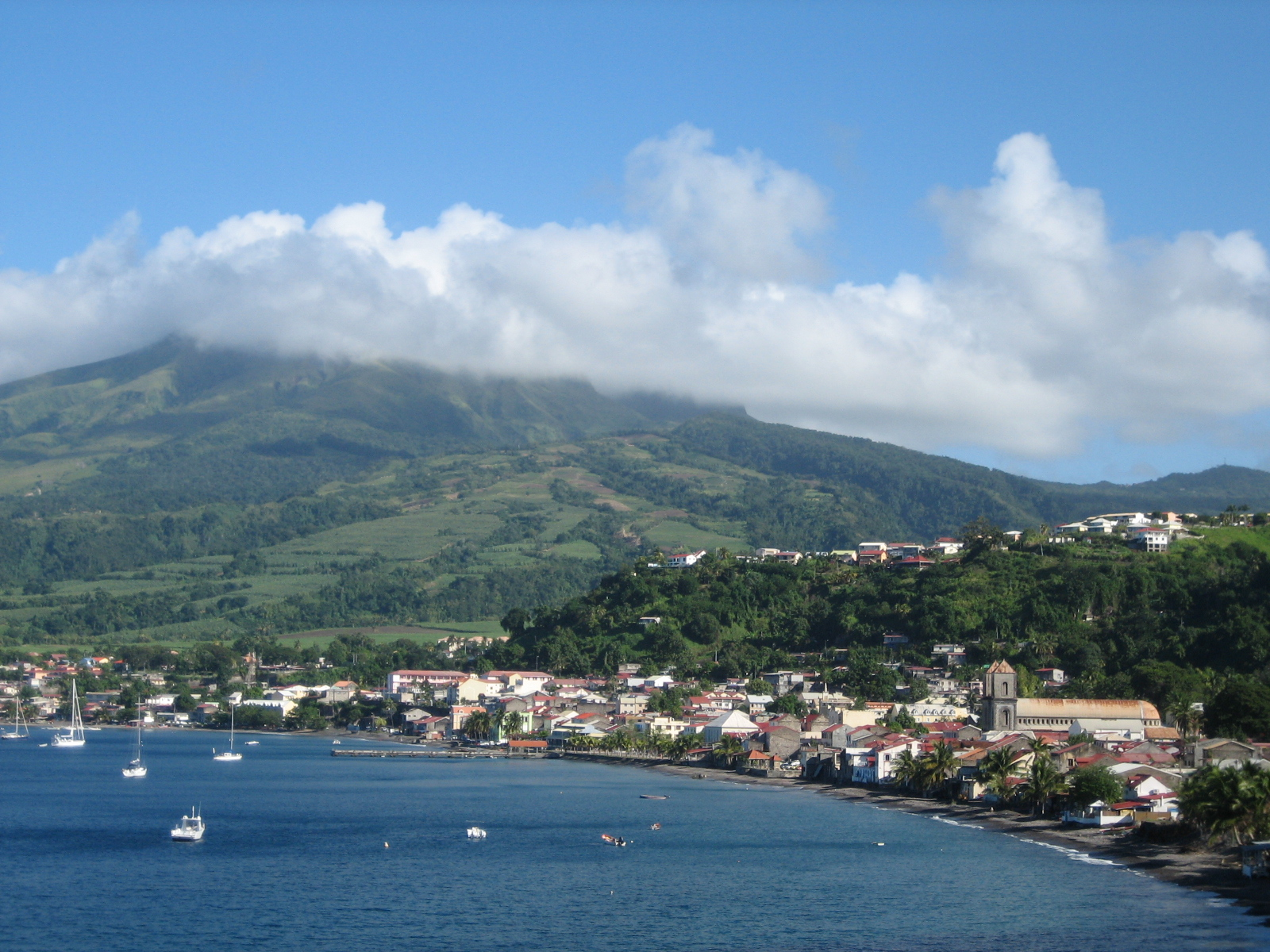
現在のサン＝ピエール（マルティニーク島）

1639年に父コンスタンは釈放され、家族と一緒にマルティニーク島へ向かった。彼は1635年以前に、商人ピエール・ブラン・デスナンビュックらとマルティニークへ渡った記録がある。一家は島北西部のサン＝ピエールで暮らした。12歳まで過ごしたマルティニークの思い出は、彼女に鮮やかな印象を残した。当時のマルティニークは、ドミニカ島のカリブ族からの絶え間ない襲撃に晒され続けていた。
ジャンヌは厳格な母親で子供たちにわずかな自由しか与えず、子供たちにカトリックの洗礼を受けさせながらもユグノーとしての教育を授けた。コンスタンは公式には近くの小島マリー・ガラント島の知事ということになっていたが、この肩書きで彼は認知されておらず、肩書きによる元手ももらうことはできなかった。マルティニーク島は太古からの手付かずな状態のままで、第一に島を治めていたのは、島の9割を占める森林で暮らす先住民とスペイン船を狙うフランス人海賊であるブカニエ（バッカニア）たちであった。
フランソワーズの一家は事実上貧困状態で生き長らえており、一方でバルバドス島のイングランド人たちはすぐに富を得るようになった。この時代にフランソワーズは"ベル・インディエンヌ"（Belle Indienne）とあだ名がつけられていた。マルティニーク島へのサトウキビ栽培導入が失敗に終わる一方で、バルバドス島では1640年代以降非常に利益を挙げるようになり、タバコ栽培農家排除が起こった。
その後1645年、父コンスタンは妻子をマルティニークへ残したまま、知事としての肩書きの認定を求めてフランスへ帰国した。母は子供たちにとっていつまでも両親であろうとし、2年後の1647年にただちに帰国して父と合流したが、帰国してわずか1ヶ月で父が急死し、母も他界、フランソワーズは伯母ヴィレット夫人の元へ預けられた。
ミュルセーにあるヴィレット家は、父が釈放されるまでの短期間に伯父夫婦から世話されたことのあるフランソワーズにとって、幸福な思い出となった。ヴィレット家はフランソワーズの家族よりも裕福で子供たちの面倒を良くみたが、彼らは熱烈なユグノーでその信条に合わせた学校にフランソワーズを通わせた。このことが彼女の代父母らに知られると、フランソワーズは女子修道院で教育を受けさせるべきと命令されることになった。
フランソワーズは聖ウルスラ会の女子修道院での生活を嫌ったが、修道女の一人セレストに大事に愛されて育ち、彼女の説得で初めて聖体を受けた。フランソワーズの代母ヌイヤン伯爵夫人シュザンヌの母親は彼女をパリへ連れて行き、知識階級の人々に紹介した。彼らが、フランソワーズの必要とする将来との重要なつながりとなった。

### 宮廷へ

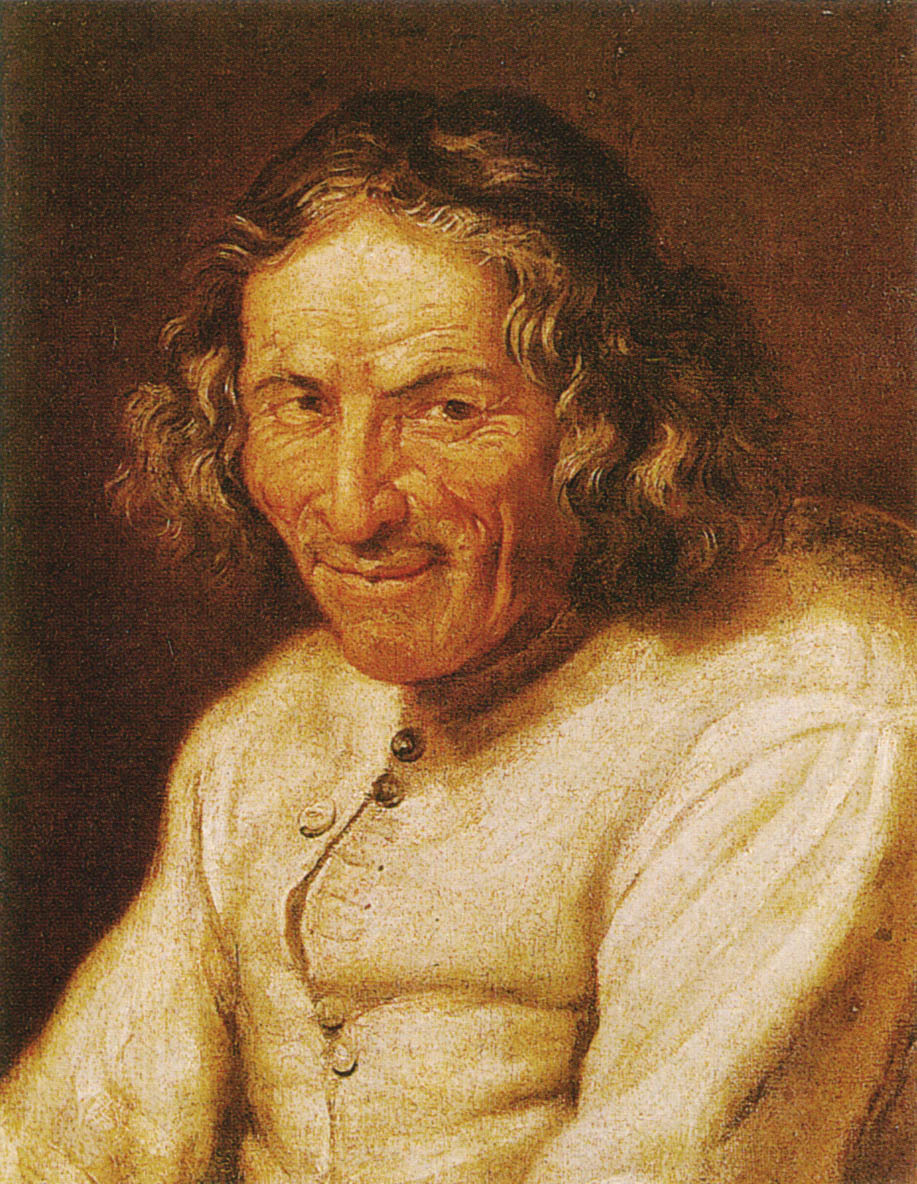
ポール・スカロン

ヌイヤン夫人との道中、フランソワーズはポール・スカロンと出会った。2人は面会後、それぞれ調和するものを感じた。スカロンはフランソワーズより25歳年上で、リウマチ性の関節炎によって身体障害の状態にあった。2人の組み合わせは良い縁談と目論まれたものではないが、貧しく資産のない天涯孤独の少女には選択の余地はなかった。しかしスカロンは、彼女が女子修道院へ修道女として入ろうとした時、自分が持参金を払うので結婚しようと申し出たのである。フランソワーズはスカロンの申し出を受けて、1651年にスカロン夫人となった。
彼との9年間の結婚生活で、フランソワーズは夫の看護師であり、マレ地区にある夫の社交サークルの女主人となった。この時代に彼女は文筆家や機知に富んだ人々、モンテスパン夫人、ニノン・ド・ランクロ、ボンヌ・ドゥディクールらと面識を持った。"ベル・インディエンヌ"はスカロン作品の第2期に影響を与えた（作中、頻繁に西インド諸島やマルティニークへ行く必要性に触れている）。喜劇作家スカロンは大真面目に、マルティニークとの貿易を行う商社に3000ポンドの投資を行っていた。若い妻を喜ばそうと、あまりにも生意気に彼を模倣した作品を削除することにも同意していた。 
1660年にスカロンに先立たれると、王太后アンヌ・ドートリッシュは未亡人フランソワーズに対して年2000リーヴルに年金を増額して与えたため、彼女は文学サロンに残ることができた。しかし1666年に王太后が病没すると、ルイ14世はフランソワーズの年金を中断させたため、再び困窮した状況に置かれるとポルトガル王妃として輿入れの決まったヌムール公爵令嬢マリー＝フランソワーズの女官としてリスボンへ向かう支度を始めた。出発前彼女は、既にルイ14世の秘密の愛人であったモンテスパン夫人と出会った。フランソワーズの朗らかさや慎み深さを知るモンテスパン夫人はルイ14世に頼んで、生活に困るフランソワーズがパリに留まり、ポルトガルに行かずに済むよう年金を復活させてやった。

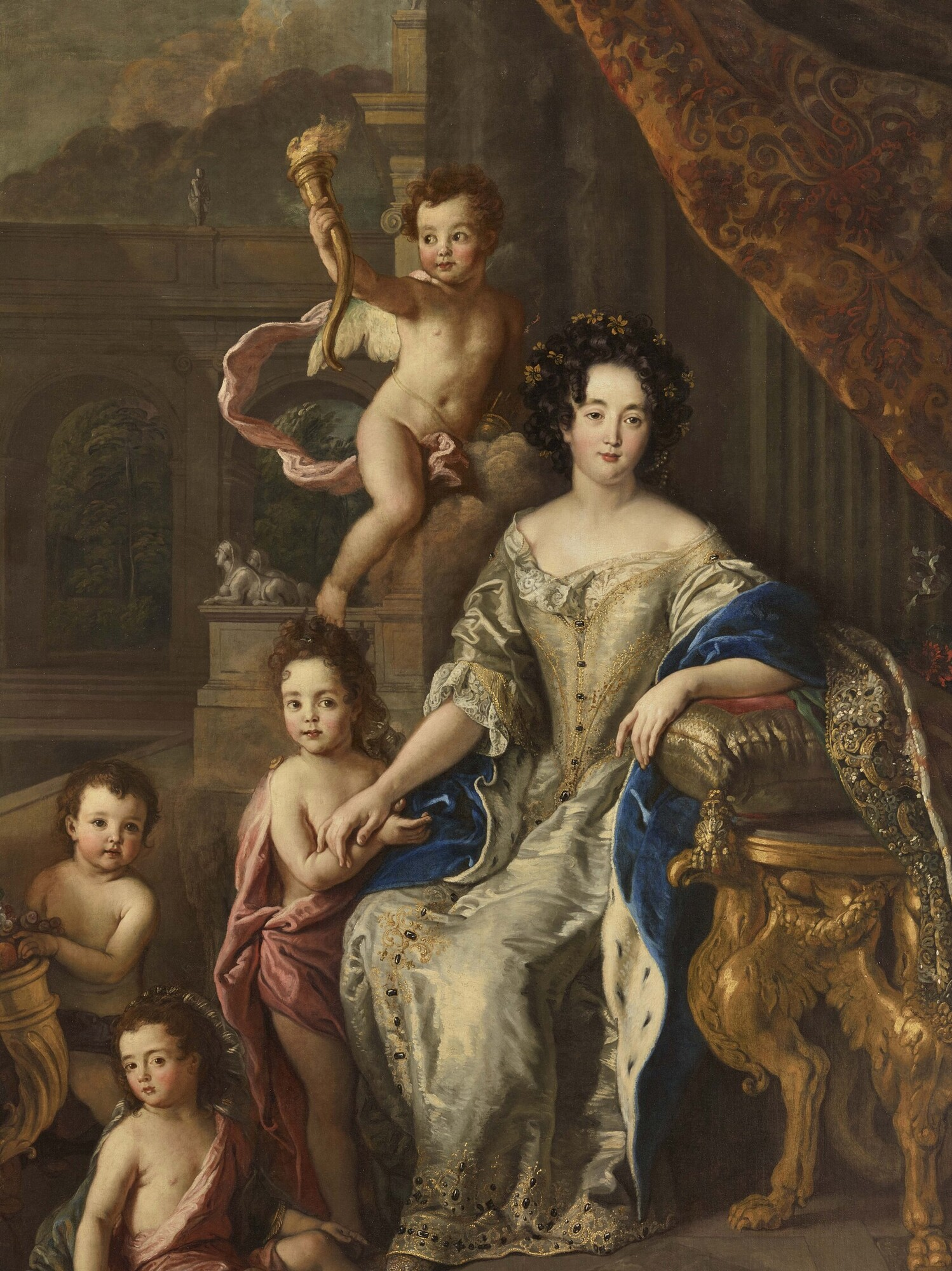
モンテスパン夫人と子供たち

1669年、ルイ14世とモンテスパン夫人の第1子が誕生すると、モンテスパン夫人はフランソワーズに給料を多く与え、ヴォージラール（現在のパリ15区）にて秘密裏に王の庶子を養育する召使の一人にした。フランソワーズは家庭内での自らの役割を果たし、より良く家庭を守り慎み深く勤めた。彼女は母性ある人物で、王の庶子たちを大きな愛情を持って接した。庶子で最も年長のルイーズ・フランソワーズが夭折したとき、養育係のフランソワーズは悲嘆に暮れた。
フランソワーズの献身的な働きに対して、王は多額の給料で報った。1674年12月、彼女はヴィルロワ侯爵夫人フランソワーズ・ダンジェンヌの保有していた土地で売りに出されていたマントノンの所領と城を購入した。彼女の父シャルル・フランソワ・ダンジェンヌは、マントノン侯爵の称号を持つ元マリー＝ガラント島知事であった（奇しくもフランソワーズの父コンスタンが欲した官職であった）。始めヴォージリアールの邸宅で育てられていた王の庶子たちは、この後はマントノン城で暮らすようになった。 

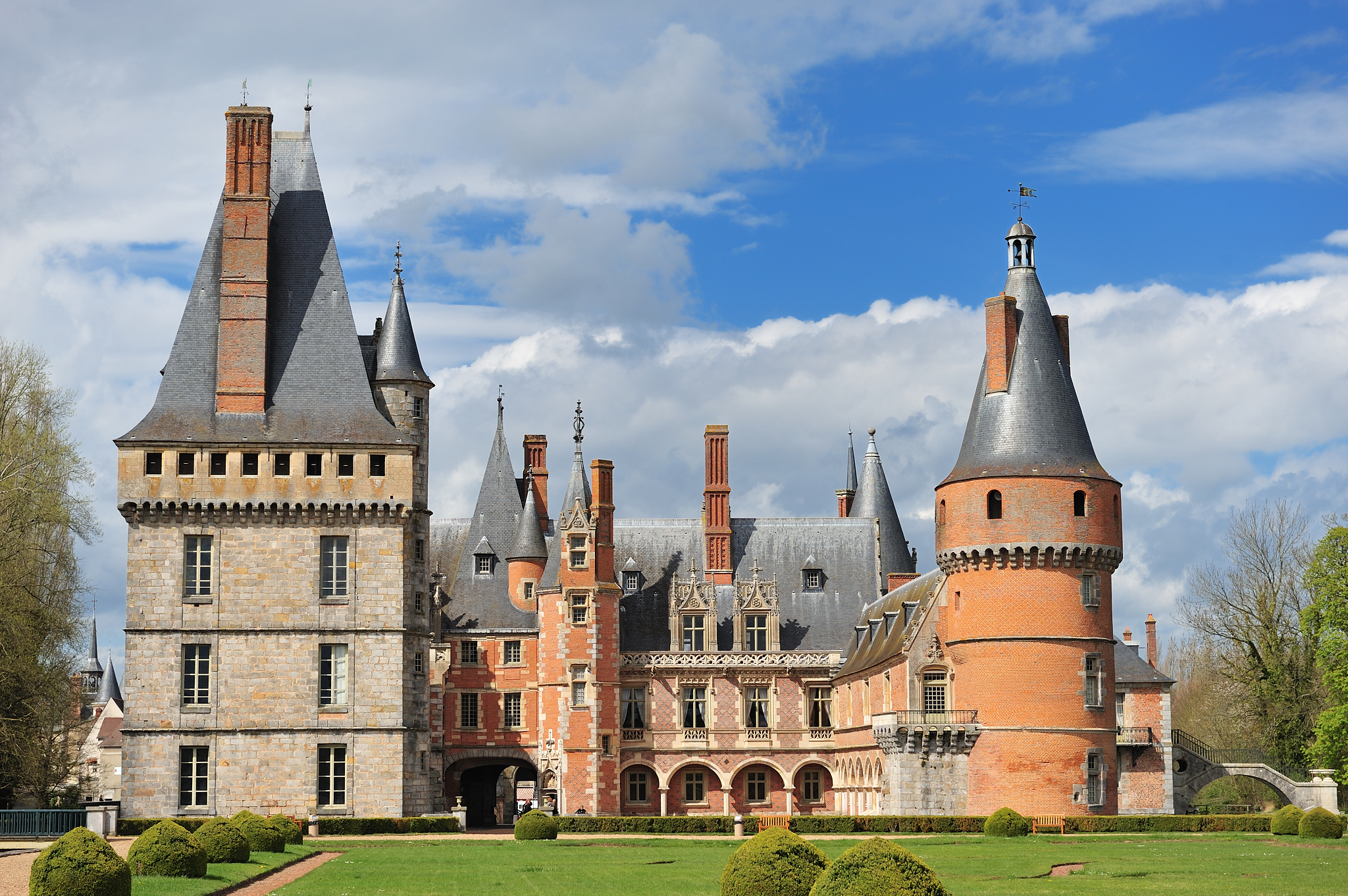
マントノン城

1678年、フランソワーズはルイ14世から所領にちなんでマントノン侯爵夫人の称号を与えられた。これでフランソワーズはスカロンの名を上回る称号を持った一方、このようなルイ14世の引き立てがモンテスパン夫人の嫉妬を買った。宮廷で今やマントノン夫人として知られるようになっていたフランソワーズはモンテスパン夫人との仲が悪化、モンテスパン夫人の生んだ子供たちと彼らの世話について頻繁に口論するようになった。
ルイ14世は"マントノン夫人は愛することはどのようなことか知っている。彼女に愛されることは大きな喜びとなるだろう"と言った。彼はおそらくその時点で、自分の愛妾となってほしいと彼女に打診している。しかし彼女は後に、自分は彼の申し出に屈服していないと主張している（フランソワーズは友人にあてて"その者の利己心を導くことほど賢明なものはない"と書いた）。一部の歴史家たちは、フランソワーズの立場が非常に不安定なままであった当時、敢えて王を拒んだことに疑問を抱いている。1670年代の後半から、王は余暇の時間をマントノン夫人と過ごし、政治、信仰、経済を論じ合っていた。
1680年、王はマントノン夫人をドフィヌ（王太子妃マリー・アンヌ・ド・バヴィエール）の第二女官長とした。すぐ後にモンテスパン夫人が宮廷を去った。マントノン夫人は王へのよい影響を証明した。王の正妻である王妃マリー・テレーズ・ドートリッシュは何年もモンテスパン夫人からぞんざいな扱いを受けてきたが、公然と、自分はこの時期ほど良く扱われたことはなかったと表明した。

### 王との結婚
毒殺事件に関わったとしてモンテスパン夫人は急速に評判を落とし、王の最後のお気に入りフォンタンジュ嬢が出産時に急逝した。1683年7月30日に王妃マリー・テレーズ・ドートリッシュが急逝、翌1684年にマントノン夫人は王太子妃の第一女官長となった。

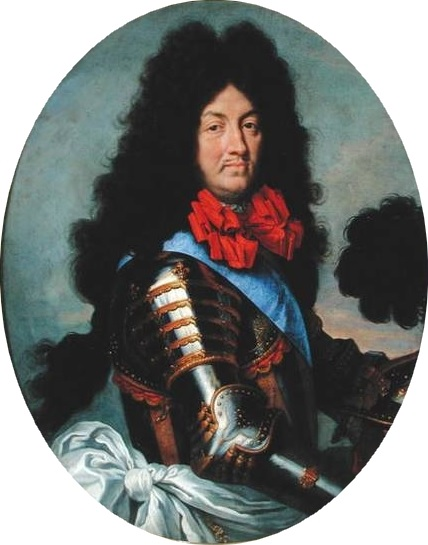
ルイ14世

1685年から1686年にかけての冬、パリ大司教フランソワ・ド・アルレー・ド・シャンヴァリョンが司った私的な挙式において、フランソワーズはルイ14世と結婚した。王の贖罪司祭フランソワ・ド・ラ・シェーズ、モンシュヴルイユ侯爵、クロード・ド・フォルバン、アレクサンドル・ボンタンも出席したと信じられている。社会的階層の不釣合いのために、彼女は王との結婚を公にし王妃となることはできず、貴賎結婚であった。結婚についての証明書は何も存在しないが、歴史家たちは結婚が確かにあったことを容認している。
ルイ14世とマントノン夫人の結婚当時まだ少年であったサン＝シモン公ルイ・ド・ルヴロワは、自伝の中でこう書いている:

これは本当に起きた事で真実である。冬のさなか王がフォンテーヌブローから戻った後、 
王妃マリー・テレーズが崩御された
（これが本当に真実でも、後世の人々はたやすく信じることはできないだろう）。
王の贖罪司祭ラ・シェーズは、
ヴェルサイユ宮殿の王の私室で、王妃の崩御された夜にミサを行ったと言った。
ヴェルサイユ知事で侍従長であるボンタン、
そして4人の最大の腹心たちがこのミサに出席した。
ミサとは、王とマントノン夫人が
パリ大司教アルレー、そしてルーヴォワ（2人ともこの結婚を決して公言しないよう王に約束させられていた）、モンシュヴルイユ出席のもと行った結婚式のことである。

...

蜜月の飽満は常に致命的となる。
特にこのような結婚の蜜月は、マントノン夫人への寵愛が確かなものであるからにすぎない。
直後、夫人にヴェルサイユ宮殿内に部屋を与えられ、皆が驚いた。
王の部屋と同じ階で、王の部屋に面する大階段の上であったからである。
このときから、王は毎日彼女と数時間過ごすようになった。
王のそばにはいつも夫人がいるか、
同じ階の部屋にいた。

モンテスパン夫人は、この結婚について追想録で以下のように記した:

その後一週間のマントノン夫人は、かすり傷も癒え、
王の意に同意した。
それまで彼女は人々の関心をひくことに反対していたのである。
モンシュヴルイユ侯爵夫妻、ノアイユ公爵、シャマラント侯爵、ボンタン、
ニノン嬢とその信頼のおける部屋係が、
城内の礼拝堂での、
フランス及びナヴァール王との結婚式に出席した。

パリ大司教アルレーはシャルトル司教と
王の贖罪司祭ラ・シェーズに協力してもらいながら、
この結婚に祝福を与え、金の指輪を贈った。
松明の明かりさえ使われた深夜に行われた儀式の後、
小さな部屋で軽い食事が提供された。
マントノン夫人を頼って馬車に乗った出席者らは
荘厳な儀式とミサ、そしてこの場合の慣習の全てを祝っていた。

式から戻ったマントノン夫人は、
彼女のため細部にわたってアレンジされ、飾り立てられた
極めて豪華な私室を所有することになった。
彼女のお付は揃いの服を着用し続けた。
しかし、夫人は王の乗る大型馬車内を除いて
どんな乗り物にも乗ったことはなかった。
私たちは、王妃が座るべき場所に
夫人が座っているのを見たのである。 
私的な場合、陛下の称号が彼女に与えられた。
そして王は彼女のことを話すとき、マントノンをつけず夫人（Madame）という言葉を用いるだけだった。
マントノンという称号があまりによく知られ、些細なものになったからである。

### 業績
歴史家達は、マントノン夫人の政治的な影響がどれほど顕著であったか注目している。大臣達は、王が処理する用件の大半を前もってマントノン夫人と話し合っていた。さらに重要な案件においては王は常にマントノン夫人と相談しなかったが、彼女の判断力は百発百中ではなく、間違いもあった。1701年、ヴィルロワ公爵フランソワ・ド・ヌフヴィルによるニコラ・カティナの交替は、彼女に起因する可能性がある。しかしそれは政治全体ではなく、サン＝シモンによると、スペイン継承戦争に関する政策に関わったかどうかも不確かである。
一部の人々は、1685年のフォンテーヌブローの勅令発布によるナントの勅令の破棄と、ドラゴネード（武力でユグノーにカトリックへの再改宗を迫った政策）の責任はマントノン夫人にあると非難している。しかし近年の研究では、ユグノー再改宗に満足した彼女は熱心なカトリックであったにもかかわらず、少なくともドラゴネードの残酷さに反対を表明していたことがわかった。 彼女は奉仕の高い評価を受け、1692年にはローマ教皇インノケンティウス12世がフランス国内の全ての女子修道院を訪問する権利を授けている。
マントノン夫人は個人的な後援のため己の権力を用いなかった。例として、ミシェル・シャミヤールとヴィルロワ公は出世にマントノン夫人の力を利用するため、夫人の実兄であるドービニェ伯爵シャルルへしばしば援助を与えていた。しかし、宮廷での彼女はまったく認識されない地位にあり、典型的に王の配偶者が持つ社会的影響力以下であった。

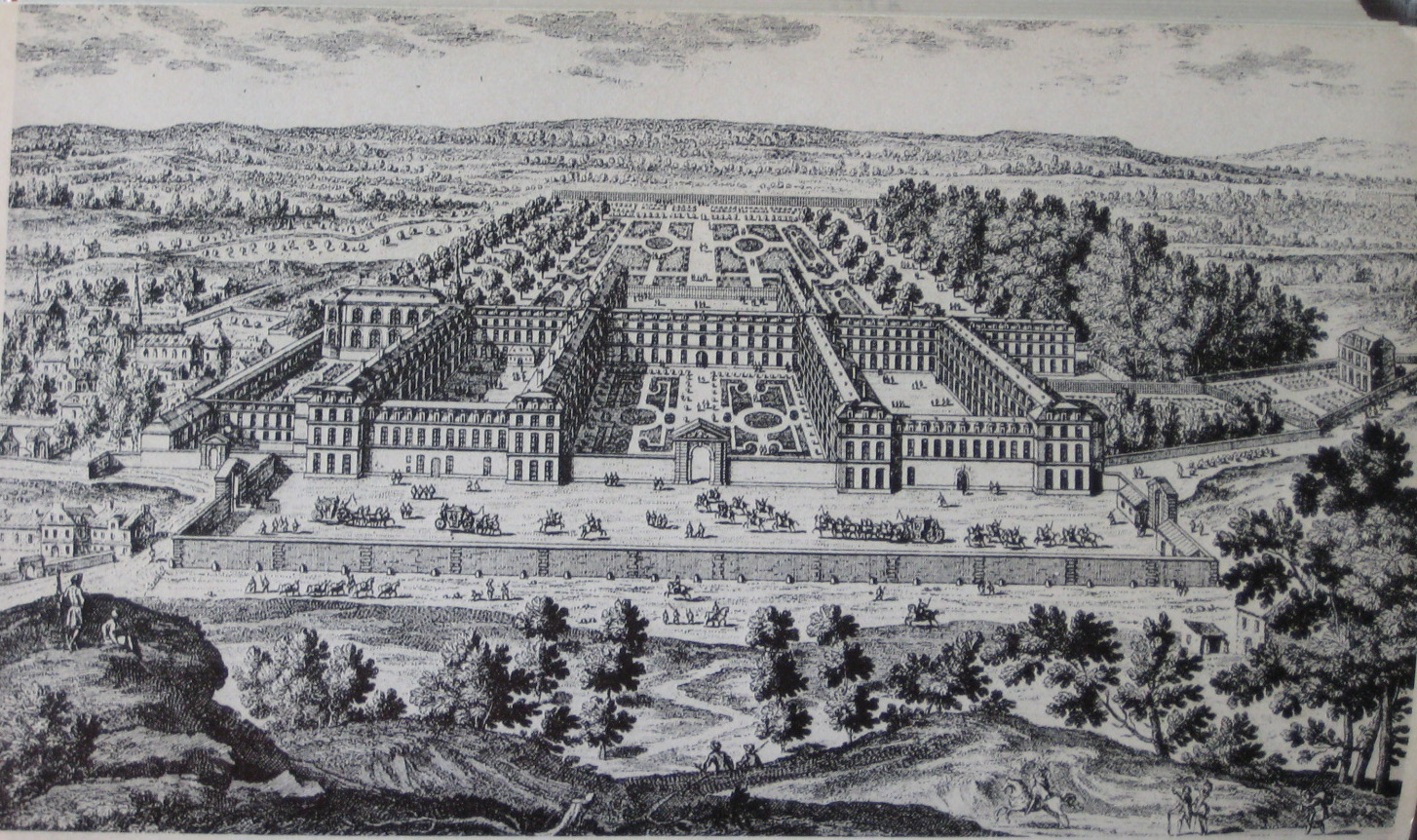
18世紀初頭の聖ルイ王立学校

マントノン夫人は、良家出身の財産のない子女のために聖ルイ王立学校を創設した。学校はリュエイユで開校し、その後ノワジーへ移った。王は彼女の要請に応じて、サン＝ドニ修道院の基金を用いてサン＝シール（現在のイヴリーヌ県サン＝シール＝レコール）を彼女に与えた。マントノン夫人は学校の規則を制定し、あらゆる詳細な内容に立ち会った。彼女は生まれながらの教師とみなされ、マリー・アデライード・ド・サヴォワを含む生徒たちに親しみやすく、母のような影響を与えた。
ラシーヌは、"エステル"や"アタリー"をサン＝シルの少女たちのために書き、シャミヤールはサン＝シールをよく運営したため王国の財務総監に取り立てられた。晩年のマントノン夫人は、モンテスパン夫人との間に生まれた王の庶子たちを、血統親王とフランス貴族との間の高位王族として宮廷に高い地位を用意するよう、王に勧めている。
1715年のルイ14世の死を前にして、彼女はサン＝シールへ引退した。摂政であるオルレアン公フィリップ2世は彼女に48,000リーヴルもの年金を与えて彼女に敬意を表した。彼女はサン＝シールで訪問者を迎えていた。
ある朝、マントノン夫人がサン＝シールで目覚めると、ベッドの足側にある椅子に長身の男が腰掛けているのを見つけた。驚きながらも、彼女は彼が何者かわかった。彼はパリで歓待された、非常に身分の高い外国の王族であった。彼が夫人が患う病は何かと尋ねると、彼女は『私は年寄りですから。』と返答した。
夫人が、誰があなたを部屋へ案内したのかと聞くと、『私は、フランスの持つあらゆる注目に値するものに会いにきたのです。』と彼は言った。夫人の顔に笑顔が広がると、彼女の美の一部が頬によみがえった。訪問者であるロシア皇帝ピョートル1世は部屋を出た。彼は後に、王と国家へ多大な奉仕をしたマントノン夫人は、自分に助言をしてくれたと言った。

### 埋葬

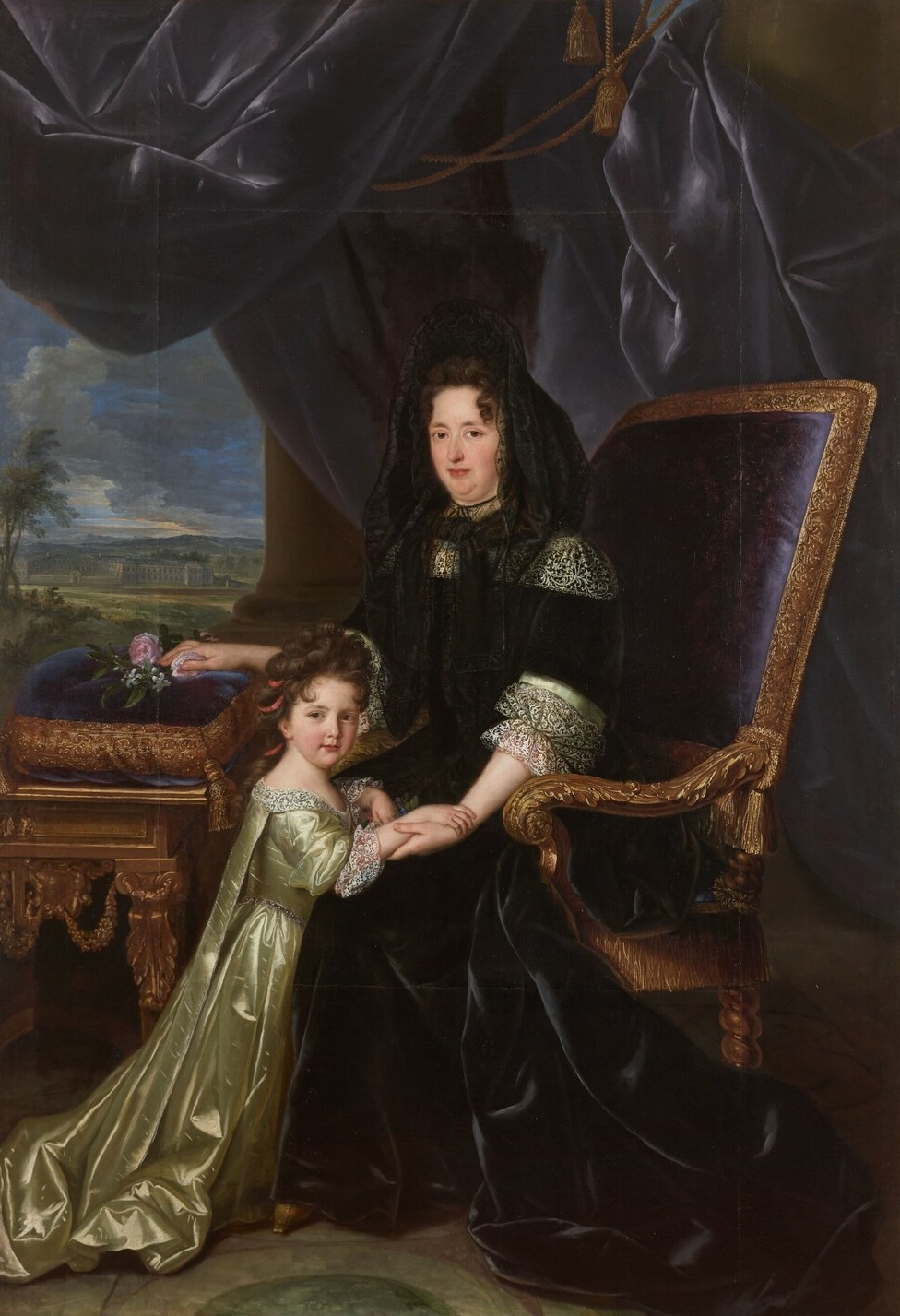
マントノン夫人と姪のフランソワーズ・シャルロット・ドービニェ

1719年4月15日、フランソワーズ・ドービニェは亡くなり、王立学校の教会内に埋葬された。フランソワーズの所領マントノンは、兄シャルルの一人娘で姪にあたるフランソワーズ・シャルロット・ドービニェ（ノアイユ公アドリアン＝モーリスの妻）が相続した。マントノン夫人にちなんで、カナダのノヴァスコシア州ブルトン岬沿岸にあるロワイヤル島という小島が、マダム島と改名された。
フランス革命後の1794年、王立学校は軍事病院に転用された。工事のさなかに職人が『王のお気に入り、マントノン侯爵夫人』の名が刻まれた墓石を発見した。平板は砕かれ、下にあったカシでできた棺が壊され、引きずり出された遺体は民衆に辱めを受けた。確かな証拠はないが、若い士官が夜の闇にまぎれて遺体を取り戻し、庭園の路地に埋めた。遺体は身包み剥がされていたが、彼はそれがマントノン夫人であると確信していた。
1808年、軍事病院跡に陸軍士官学校が移転してきた（1940年まで）。
第二次世界大戦中、陸軍士官学校とその用地はドイツ軍に接収され、1944年に爆撃を受けて破壊された。戦後、復旧作業中だった士官学校の屋根裏で、『マントノン夫人の遺骨』と書かれた箱が発見された。最初、遺骨はヴェルサイユ宮殿の礼拝堂に安置された。その後1969年4月15日、1960年に再建されたリセ・ミリテール・ド・サン＝シール（サン＝シール陸軍士官学校のリセ）の礼拝堂祭壇前に再び埋葬された。